# 比亚迪福莱尔
比亞迪福萊爾是中國汽車製造商比亞迪汽車在收購陝西秦川汽車後於2003年至2008年間生產的一款小型五門掀背車，是比亞迪的第一款汽車，其原型車為秦川福萊爾。

## 歷史

### 背景

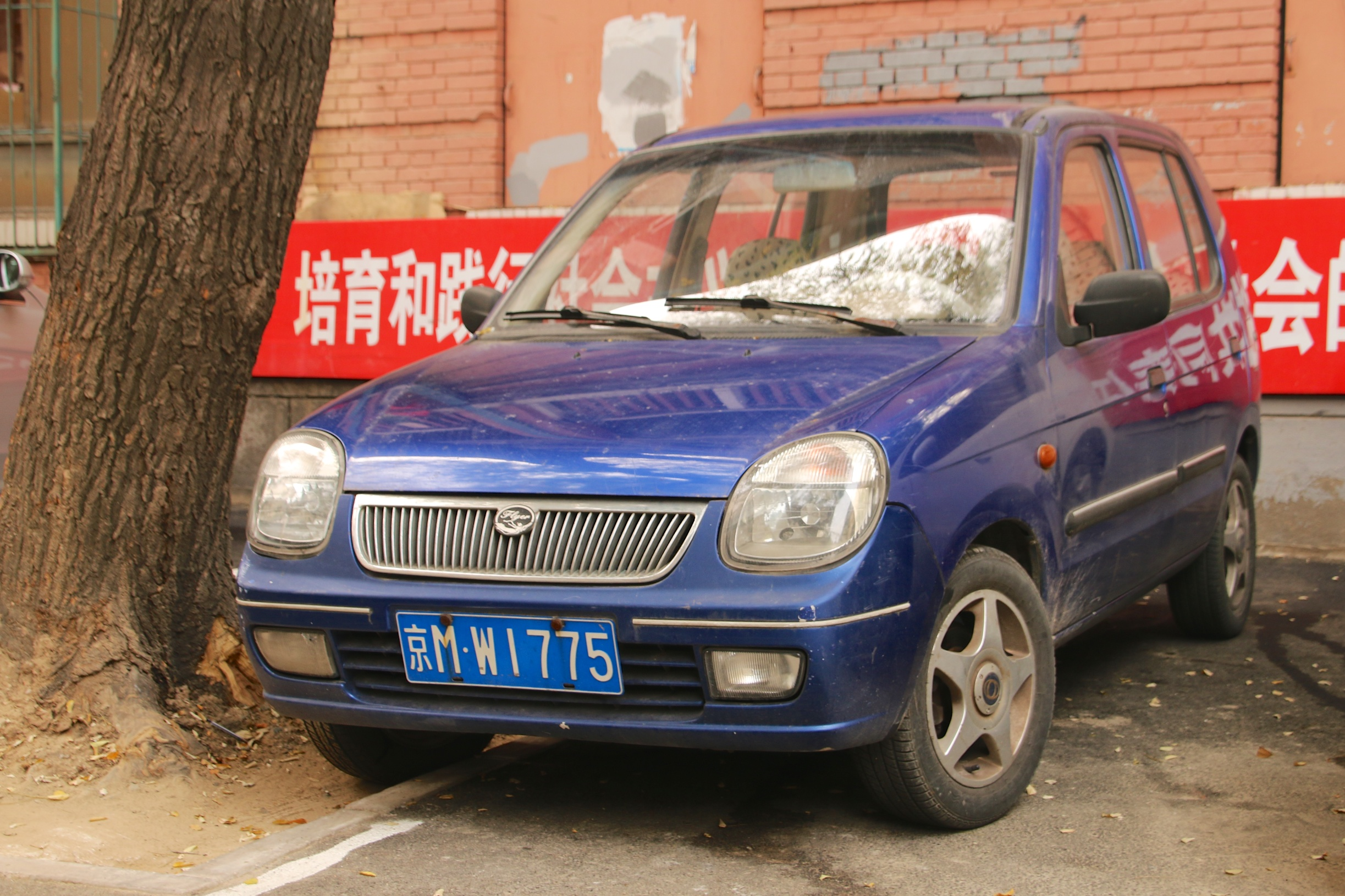
秦川福莱尔

福萊爾最初是由陝西國營汽車企業秦川汽車所生產，其前身為1954年成立的國有军工企业西安秦川机械厂，母公司為中國北方工業公司。後來中國在1978年以來推行改革開放後大規模推行軍工企業改革，將不少軍工企業轉為生產民用產品，因此西安秦川机械厂亦改為生產民用汽車，成為當時陝西省乃至中國西北地區唯一生產轎車的企業，先後推出了「秦川SX720」（QJC7050）、「秦川中華」（QCJ7090）、「秦川小福星」（QCJ7088）、QCJ7091與QCJ7082等緊湊型汽車，與當時的長安鈴木奧拓競爭.。甚至於1992年至2001年間推出了秦川奧拓「QCJ7080」。更在鈴木奧拓的基礎上於研發了「福萊爾」汽車，於2001年起投入了7.2億元人民幣生產，售價僅為四萬至五萬元人民幣，是當時中國市場上最便宜的汽車之一。但由於該車的每輛生產利潤只有40元人民幣左右，使秦川汽車虧損高達996萬元人民幣。而當時適逢比亞迪欲進軍汽車市場，需要透過收購擁有汽車生產資質的國營車廠以生產汽車，最終令比亞迪於2003年以2.7億元人民幣收購秦川汽車，由「西安秦川汽车有限责任公司」正式改名為「比亞迪汽車有限公司」，而秦川福萊爾亦開始以比亞迪的名義生產，變成「比亞迪福萊爾」，象徵着比亞迪正式投入汽車生產業。

## 引擎
福萊爾僅有三種引擎動力選擇，分別為796cc、870cc的直列三缸引擎及1051cc的直列四缸引擎，均為汽油引擎。

### 796cc引擎
发动机功率一律為37.5 kW（51 PS）
- HH368QA1，由山西淮海机械生產
- YH368QE，由重庆宗申生產，與安驰MC6330為同款發動機
- BYD368QA，由比亞迪自行研發

### 870cc引擎
- 繼承自鈴木奧拓的鈴木F8CV引擎，发动机功率為37.5 kW（51 PS）
- LJ462Q-1，由廣西五菱柳机动力公司生產，發動機功率為30 kW（41 PS）
- DA462-1A，由哈尔濱東安發動機生產，发动机功率為30.4 kW（41 PS）[12]

### 1051cc引擎
- LJ465Q-1ANE1，由廣西五菱柳机动力公司生產，發動機功率為38.5 kW（52 PS）
- HH465Q-2E，由山西淮海机械生產，發動機功率為38.5 kW（52 PS）

## 來源
1. ↑  . 專汽之都.   [2023-06-09]. （原始内容存档于2023-06-09）.
2. ↑  . 專汽之都.   [2023-06-09]. （原始内容存档于2023-06-09）.
3. ↑  Andrew Lu. . 汽車日報. 2004-06-08.
4. ↑  . 懂車帝. 2021-11-01  [2023-06-09]. （原始内容存档于2023-06-11）.
5. ↑  丁樹範.  (PDF).   [2023-06-09]. （原始内容存档 (PDF)于2023-06-09）.
6. ↑  锦缎. . 維科網. 2022-02-28  [2023-06-09]. （原始内容存档于2023-06-09）.
7. ↑  . 2023-03-31  [2023-06-09]. （原始内容存档于2023-06-09）.
8. ↑  . 車圖騰. 2020-06210  [2023-06-09]. （原始内容存档于2023-06-09）.
9. ↑  de Feijter, Tycho. . China Car History. 2020-04-11. （原始内容存档于2020-08-10） （英语）.
10. ↑  . 中華人民共和國生態環境部.   [2023-06-09]. （原始内容存档于2023-06-09）.
11. ↑  林芷瑩. . 香港01. 2022-12-10.
12. ↑  . 專汽之都.   [2023-06-09]. （原始内容存档于2023-06-09）.

## 外部連結
比亞迪福萊爾在汽車之家的資料 （页面存档备份，存于）